# Катрин де Партене
Катри́н де Партене́ (фр. Catherine de Parthenay; 22 марта 1554, Мушан (Вандея) — 26 октября 1631, Мушан (Вандея)) — французский математик и аристократка. Ученица Франсуа Виета, считается одной из самых умных женщин своего времени.

## Биография
Катрин была наследницей богатой семьи гугенотов Партене, родом из региона Пуату. В юности она проявила интерес к астрологии и астрономии. Видя интерес и незаурядный интеллект дочери, её мать наняла в качестве учителя Франсуа Виета, который считался величайшим математиком своего времени.
Франсуа учил Катрин множеству предметов, таких как география, современные научные открытия, космографические знания и, конечно же, математика. Она больше всего заинтересовалась математикой, что и предопределило её путь в жизни.
В очень раннем возрасте она вышла замуж за Шарля де Келеннека, барона Пон-л’Аббе, который погиб в Варфоломеевскую ночь защищая Колиньи.
Овдовев в 18 лет, Катрин считалась хорошей партией и одной из самых умных женщин своего времени. За ней стал ухаживал гугенот Рене, младший сын в семье Роганов, но Катрин не соглашалась выйти за него замуж, пока он не стал виконтом де Роган и унаследовал состояние семьи после смерти его старшего брата. У них было пятеро детей:
- Генриетта де Роган (1577—1624)
- Анри де Роган (1579—1638), известный кондотьер и писатель
- Катрин де Роган (1580—1607), прародительница многих монархов, в том числе Елизаветы II
- Бенжамен де Роган (1583—1642), герцог де Субиз
- Анна де Роган (1584—1646), поэтесса